# 5-я пехотная дивизия (Австро-Венгрия)
5-я пехотная дивизия (Австро-Венгрия) (нем. 5. Infanterie-Truppendivision) — пехотная дивизия императорской и королевской армий, которая действовала во время первой мировой войны.

## История
В дивизии пехоты полк 4-х батальонный. Каждый батал. состоит из 4 рот, рота из 4 взводов. Батал. в мирное время по нормальному штату имеет: 18 оф. 376 н. ч., по усиленному — 18 оф. 520 н. ч., по военному — 19 оф. 1062 н. ч. Полк (штаб и 4 батал.) — по мирному составу — 85 оф. и 1562 н. ч.; по военному — 84 оф. 4327 н. ч. (из них 305 нестр.). При каждом пех., Тирольск. и Босно-герц. полку и каждом стрелк. батал., а также в ландверн. полках имеются пулеметные отделения, в мирное время из 2 (а в военное из 4) пулеметов. Предположено довести число пулеметных отделений до одного на каждый батал., как имперской, так и обоих ландверов. Пехота вооружена магазинным 8 мм ружьем Манлихера (обр. 1895 г.), со штыком (тесаком). Длина ружья со штыком — 6 фут., вес — 11,7 фунт. Патрон цельно-тянутый, латунный. Вес его — 6,94 зол., вес пули 3,7 зол.; вес заряда малодымного пороха — 0,94 зол. Прицел от 600 до 2600 шаг. Комплект носимых в военное время патронов — 120 на каждого нижнего чина (они размещаются в 2 патронных сумках по 20 в каждой) и в патронном ранце (80 патронов). В полковом обозе, в патрон. двуколках, возится в среднем по 40, в муниционных колоннах тоже по 40 патронов на каждую винтовку. В последнее время производятся опыты по введению остроконечной пули. Все офицеры, портупей-юнкера, ротные фельдфебеля, полковые и батальонные горнисты, а также полковой оружейник — вооружены пехотной офицерской саблей (в металлических ножнах) и автоматическими пистолетами системы Рота. На револьвер имеется 30 патронов, носимых при себе. Пулеметы — вьючные, системы Шварцлозэ, со щитом. На пулемет 10.000 патронов. Прицел до 2.400 шагов. Скорость огня — 250 выстрелов в минуту. На каждый пулемет 8 вьюков и 14 нижн. чин. Благодаря условиям комплектования, пех. полки являются большею частью национальными.
По существующим положениям полки должны быть расквартированы в своих корпусных территориальных округах, и по возможности даже в своих полковых округах.
5-я пехотная дивизия входила в состав 1-го корпуса, дислоцированного в Кракове. Штаб дивизии дислоцировался в Оломоуце.

## Организация мирного времени 5-й дивизии в 1911 году[2]
- 9-я пехотная бригада (9. IBrig.) в Ольмюце
  - 3-й пехотный полк (IR. 3)
  - 54-й пехотный полк (IR. 54)
  - 6-я санитарная группа (SanAbt. 6)
- 10-я пехотная бригада (10. IBrig.) в Троппау
  - 1-й пехотный полк (IR. 1, 1 пп)
  - 93-й пехотный полк (IR. 93)
  - 100-й пехотный полк (IR. 100)
- 2-й полевой пушечный полк (FKR. 2)
- 3-й полевой пушечный полк (FKR. 3)

## Реорганизация 1912 года
В 1912 году в состав 5-й и 12-й пехотных дивизий были внесены следующие изменения:
- 93-й пп переведен из 10-й в 9-ю пехотную бригаду,
- 3-й пп переведен из 9-й в 23-ю пехотную бригаду,
- 1-й пп переведен из 10-й в 23-ю пехотную бригаду,
- 13-й пп переведен из 23-й в 10-ю пехотную бригаду[2].

В 1913 году 1-й пп, подчинявшийся командиру 23-й пехотной бригады, был включен в состав 10-й пехотной бригады, а 100-й пп подчинён 23-й пехотной бригаде[3][1].

## Организация мирного времени 5-й дивизии в 1913—1914 гг.
- 9-я пехотная бригада в Ольмюце
  - 54-й 55 в Ольмюце
  - 93-й пп в Кракове
  - 6-я сан.группа в Ольмюце
- 10-я пехотная бригада в Троппау
  - 1-й пп в Кракове
  - 13-й пп в Троппау
- FKR. 2 в Ольмюце
- FKR. 3 в Кракове

## Военная организация в августе 1914 года
- 9-я пехотная бригада (54-й и 93-й пп)
- 10-я пехотная бригада (1-й и 13-й пп)
- 5-я бригада полевой артиллерии (5. FABrig.)
  - командир бригады полковник Александер Трушковски
  - 3-й полк полевой артиллерии полковник Павел Кир-Соболевский
  - 1-й дивизион 1-го гаубичного полка
- дивизион кавалерии (1-й и 2-й эскадроны 4-го уланского полка ландвера)

## Командный состав дивизии
Командиры дивизии
- фельдмаршал-лейтенант Саймон Эрнст Швердтнер фон Швертбург[пол.] (- 1914 → генерал назначен в штаб 8-го корпуса)
- генерал-майор / фельдмаршал-лейтенант Карл Скотти (1914)

Командиры 9-й пехотной бригады
- генерал-майор Густав Смекал (- 1914 → назначен командиром 45-й дивизии ландвера)
- генерал-майор Феликс Кир-Соболевский[пол.] (сентябрь 1914 года — январь 1915 года)
- полковник Эрнст Воссала (1915 → штаб 8-й горной бригады)

Командиры 10-й пехотной бригады
- генерал-майор Рихард Кучера (1911 – погиб 24.08.1914 при Краснике[4])
- полковник Адальберт фон Кальтенхорн (1915)

Начальники штаба
- майор пограничных войск Феликс фон Турнер (1914)